# María Isabel Moreno
María Isabel Moreno Allué, más conocida como Maribel Moreno, (Ribas de Freser, Gerona, 2 de enero de 1981) fue una ciclista española, formada deportivamente en Sabiñánigo. 

## Biografía
Desde el 2001 llevaba destacando en carreras de España y se destapó internacionalmente en 2005 al ser 5.ª en el Giro de Italia femenino siendo amateur compitiendo con la Selección de España siendo y posteriormente en 2007 al ser 3.ª de nuevo en el Giro de Italia femenino y 5.ª en la Grande Boucle (Tour de Francia Femenino) esta vez con el equipo profesional de la Comunidad Valenciana.
En 2008 a pesar de quedarse sin equipo profesional (las carreras locales las corría con el equipo amateur del Multicaja-CC Sabiñanigo y las internacionales con la Selección de España) destacó en la prueba profesional de la Vuelta a Occidente donde ganó una etapa y fue tercera en la clasificación general; y poco antes en la Vuelta Femenina a El Salvador donde a pesar de no ganar etapa, fue 2.ª en una de ellas, logró también ser tercera. Además, gracias a sus resultados en temporadas anteriores, su equipo fue invitado a la Grande Boucle (siendo históricamente uno los pocos equipos amateurs extranjeros que han logrado invitación para dicha prueba) igualando su posición final de la temporada anterior: 5.ª.
Poco después viajó a China para participar en los Juegos Olímpicos de Pekín 2008 pero abandonó la concentración española poco antes de su comienzo alegando una fuerte crisis de ansiedad. Posteriormente se dio a conocer que el día 31 de julio fue sometida a un control antidopaje, dando positivo en el mismo por EPO. Representó el primer caso de dopaje detectado en esos Juegos Olímpicos. Esto además supuso la desaparición de su equipo.

## Palmarés
2001 (como amateur)
- 3.ª en el Campeonato de España en Ruta

2003 (como amateur) 
- 3.ª en el Campeonato de España Contrarreloj
- 3.ª en el Campeonato Europeo Contrarreloj sub-23
- 3.ª en el Campeonato Europeo en Ruta sub-23

2005 (como amateur)
- Campeonato de España en Ruta
- 3.ª en el Campeonato de España Contrarreloj
- 1 etapa de la Grande Boucle

2006 (como amateur)
- Campeonato de España en Ruta
- 2.ª en el Campeonato de España Contrarreloj

2007
- Campeonato de España en Ruta
- Campeonato de España Contrarreloj
- 3.ª en el Giro de Italia, más 1 etapa
- Tour Cycliste Féminin International de l'Ardèche, más 1 etapa

## Resultados en Grandes Vueltas y Campeonatos del Mundo
Durante su carrera deportiva ha conseguido los siguientes puestos en las Grandes Vueltas femeninas y en los Campeonatos del Mundo en carretera:
| Carrera              | 2001 | 2002 | 2003 | 2004 | 2005 | 2006 | 2007 | 2008 |
| -------------------- | ---- | ---- | ---- | ---- | ---- | ---- | ---- | ---- |
| Giro de Italia       | -    | -    | 21.ª | -    | 5.ª  | 96.ª | 3.ª  | 15.ª |
| Tour de l'Aude       | -    | -    | 19.ª | -    | Ab.  | -    | 57.ª | -    |
| Grande Boucle        | 17.ª | -    | -    | X    | -    | -    | 5.ª  | 5.ª  |
| Mundial en Ruta      | -    | -    | -    | 52.ª | -    | -    | 13.ª | -    |
| Mundial Contrarreloj | -    | -    | -    | -    | -    | -    | 24ª  | -    |

-: no participa

Ab.: abandono

X: ediciones no celebradas

## Equipos
- Junkers-Noja (2001) (amateur)
- Pragma-Deia-Colnago (2002)
- Comunidad Valenciana (2007)
- Multicaja-Sabiñanigo (2008) (amateur)